# Filipe Barros
Filipe Barros Baptista de Toledo Ribeiro (Londrina, 29 de maio de 1991) é um advogado e político brasileiro filiado ao Partido Liberal (PL). É ligado ao movimento Direita Paraná e  exerce o mandato de Deputado federal pelo Paraná. Até janeiro de 2019 exerceu o mandato de vereador na Câmara Municipal de Londrina, sendo indiciado criminalmente por injúria racial, discriminação religiosa e por calúnia e difamação.

## Biografia
Graduou-se em Direito pela Universidade Estadual de Londrina (UEL) em 2014, e no ano de 2012 foi presidente do Diretório Central dos Estudantes da UEL. Em Londrina, ganhou notoriedade como ativista pró-vida e pró-família, participando de diversas ações contra o aborto e a ideologia de gênero. Também integrou o Movimento Brasil Livre (MBL), grupo do qual se separou em 2018 para filiar-se ao Partido Social Liberal (PSL).
Disputou sua primeira eleição em 2016, e foi eleito vereador em Londrina pelo Partido Republicano Brasileiro (PRB) com mais de 4 mil votos.. Ingressou no PSL no ano de 2018 para disputar uma cadeira na Câmara dos Deputados. Foi eleito com 75.326 votos.

### Atividade Legislativa
Integrou o governo de transição Temer-Bolsonaro, contribuindo na criação e estruturação do atual Ministério da Mulher, da Família e dos Direitos Humanos. Foi presidente nacional da juventude do PSL, partido pelo qual também assumiu a função de primeiro vice-líder na Câmara dos Deputados; Foi membro do ParlaSul (Parlamento do Mercosul).
Em julho de 2019 foi indicado pelo presidente Jair Bolsonaro como conselheiro e único representante do Poder Legislativo na Comissão Especial sobre Mortos e Desaparecidos Políticos (CEMDP), órgão vinculado ao Ministério da Mulher, da Família e dos Direitos Humanos. Atualmente é coordenador no Paraná da criação do Aliança pelo Brasil, novo partido do presidente Bolsonaro;[carece de fontes?]
Mesmo crítico ao fundo partidário, conforme apurou a jornalista Camila Mattoso do jornal paulista Folha de S.Paulo, Barros usou a quantia de 6.750 reais para confeccionar 500 camisetas em seu apoio. Barros, também apoiou o presidente Jair Bolsonaro na tentativa de fundar o partido Aliança pelo Brasil colhendo assinaturas no Paraná.

## Desempenho eleitoral
| Ano  | Eleição               | Partido | Cargo            | Votos   | %s    | Resultado | Ref.   |
| ---- | --------------------- | ------- | ---------------- | ------- | ----- | --------- | ------ |
| 2016 | Municipal de Londrina | PRB     | Vereador         | 4.227   | 1,65% | Eleito    | [ 16 ] |
| 2018 | Estadual do Paraná    | PSL     | Deputado Federal | 75.326  | 1,31% | Eleito    | [ 10 ] |
| 2022 | Estadual do Paraná    | PL      | Deputado Federal | 249.507 | 4,07% | Eleito    | [ 17 ] |

## Controvérsias

### Suposta compra de votos
Em outubro de 2016, o Ministério Público Eleitoral (MPE) de Londrina instaurou investigação contra Filipe Barros por suposta compra de votos durante as eleições que teria ocorrido em um evento denominado "Quarta-reaça" em que supostamente haveria oferecimento e entrega de alimentos aos eleitores em troca de votos. No entanto, o processo, que foi investigado da 41ª Zona Eleitoral, foi arquivado em dezembro de 2016.

### Intolerância religiosa
Em dezembro de 2016, o futuro vereador foi alvo de ação por intolerância religiosa pelo Ministério Público (MP) por ter postado um vídeo nas redes sociais em que chama de “macumba” uma apresentação da Semana da Pátria feita para estudantes da rede municipal cuja narrativa apresentava uma história ligada às religiões de matriz africanas. À época, Filipe Barros afirmou que se baseava no artigo 12 do pacto de San José da Costa Rica para afirmar que educação religiosa pertence aos pais e não ao Estado.

### Denúncia por descumprimento de medidas sanitárias
Em 15 de março de 2020, Filipe Barros liderou manifestações a favor do governo Bolsonaro em Londrina em meio a pandemia da COVID-19, sendo por isso denunciado ao descumprir medidas sanitárias preventivas, a Procuradoria Geral da República (PGR) , entretanto, decidiu arquivar o caso. A promotora Susana Lacerda, autora da denúncia, foi ofendida pelo deputado federal, que a chamou de desequilibrada em suas redes sociais e lhe atribuiu o 'aumento exponencial dos moradores de rua, ideologia de gênero nas escolas e desemprego em massa'. Por esses comentários, a Justiça do Paraná mandou o deputado federal excluir de suas redes sociais tais publicações consideradas ofensivas. Após a decisão, o parlamentar  classificou a decisão como uma tentativa de censura e que a promotora ignora a imunidade parlamentar para expressar opiniões e revela absoluta intolerância à liberdade de expressão.

### Informações falsas e ataques ao Supremo Tribunal Federal
Segundo o levantamento do Aos Fatos de maio de 2020, Filipe Barros e um grupo de sete deputados investigados no Inquérito das fake news publicaram em média duas postagens por dia em rede social em um período de três meses, com desinformação ou mencionando o Supremo Tribunal Federal (STF) de forma crítica.

### Impunidade a políticos acusados de assassinato
Em 10 de abril de 2024, Filipe Barros foi um dos deputados federais que votou no plenário da Câmara dos Deputados em favor da soltura do deputado Chiquinho Brazão que é acusado pela Polícia Federal de ser mandante do assassinato da ex-vereadora carioca Marielle Franco e, também, de possuir vínculos com organizações criminosas milicianas do Rio de Janeiro.